# Korasb
Korasb (persiska: كرسب, كُراسب, كُرَش) är en ort i Iran.   Den ligger i provinsen Mazandaran, i den norra delen av landet, 180 km öster om huvudstaden Teheran. Korasb ligger 861 meter över havet och antalet invånare är 197.
Terrängen runt Korasb är huvudsakligen kuperad, men åt sydost är den bergig. Runt Korasb är det ganska tätbefolkat, med 111 invånare per kvadratkilometer. Närmaste större samhälle är Kīāsar, 19,0 km öster om Korasb. Trakten runt Korasb består till största delen av jordbruksmark.